# Cirsium pseudopersonata
Cirsium pseudopersonata là một loài thực vật có hoa trong họ Cúc. Loài này được Boiss. & Balansa ex Boiss. mô tả khoa học đầu tiên năm 1875.